# Liste der denkmalgeschützten Objekte in Murau
Die Liste der denkmalgeschützten Objekte in Murau enthält die 60 denkmalgeschützten, unbeweglichen Objekte der österreichischen Stadtgemeinde Murau im steirischen Bezirk Murau.

## Denkmäler
| Foto  |                 | Denkmal | Standort                                                          | Beschreibung | Metadaten |
| ----- | --------------- | --- | ----------------------------------------------------------------- | --- | --- |
| ja    | Datei hochladen | Bildstock, sog. Pestsäule HERIS-ID: 37384 Objekt-ID: 36510                                                               | St. Egidi 57, in der Nähe Standort KG: Egidi                      | Die gemauerte Nischenkapelle trägt ein Zwiebeldach, sie war ehemals mit 1715 datiert. In den Nischen Malereien der Pestheiligen. | BDA-Hist.: Q37975354 Status: Bescheid Stand der BDA-Liste: 2025-06-30 Name: Bildstock, sog. Pestsäule GstNr.: .163 |
| ja    | Datei hochladen | Wedam-Schlößl HERIS-ID: 37385 Objekt-ID: 36511                                                                           | St. Egidi 78 Standort KG: Egidi                                   | Der dreigeschoßige Rechteckbau stammt aus dem 2. Drittel des 16. Jahrhunderts. Die schräggestellten Flanken treten seitlich hervor, der Mittelrisalit zeigt gekuppelte Rundbogenfenster. | BDA-Hist.: Q37975362 Status: Bescheid Stand der BDA-Liste: 2025-06-30 Name: Wedam-Schlößl GstNr.: .68 |
| ja    | Datei hochladen | Kapellenbildstock, Bergerkreuz HERIS-ID: 101226 Objekt-ID: 117541                                                        | bei St. Egidi 79 Standort KG: Egidi                               | | BDA-Hist.: Q37787175 Status: § 2a Stand der BDA-Liste: 2025-06-30 Name: Kapellenbildstock, Bergerkreuz GstNr.: 560/1 |
| ja BW | Datei hochladen | Kath. Filialkirche hl. Ägydius mit Friedhof und Kriegerdenkmal HERIS-ID: 51811 Objekt-ID: 57606                          | gegenüber St. Egidi 80 Standort KG: Egidi                         | Die romanische Kirche um 1200 und frühgotisch um 1300 ist aus der ersten Bauzeit ein dreischiffiger Kirchenbau. | BDA-Hist.: Q38047850 Status: § 2a Stand der BDA-Liste: 2025-06-30 Name: Kath. Filialkirche hl. Ägydius mit Friedhof und Kriegerdenkmal GstNr.: 432/1, 435/2, 433, .65 Filialkirche Sankt Egidi                              |
| ja    | Datei hochladen | Bildstock HERIS-ID: 101236 Objekt-ID: 117551                                                                             | bei Keltensiedlung 91 Standort KG: Egidi                          | | BDA-Hist.: Q37787292 Status: § 2a Stand der BDA-Liste: 2025-06-30 Name: Bildstock GstNr.: .165 |
| ja    | Datei hochladen | Monspergkreuz St. Egidi HERIS-ID: 101235 Objekt-ID: 117550                                                               | bei Schwarzenbergsiedlung 110 Standort KG: Egidi                  | | BDA-Hist.: Q37787281 Status: § 2a Stand der BDA-Liste: 2025-06-30 Name: Monspergkreuz bei Murau GstNr.: 446/14 |
| ja    | Datei hochladen | Kath. Pfarrkirche hl. Nikolaus, ummauerter Friedhof mit Nebengebäude und Friedhofskreuz HERIS-ID: 51611 Objekt-ID: 57300 | Steir. Laßnitz Standort KG: Laßnitz-Lambrecht                     | → Hauptartikel : Pfarrkirche Laßnitz bei Murau f1 | BDA-Hist.: Q38046379 Status: § 2a Stand der BDA-Liste: 2025-06-30 Name: Kath. Pfarrkirche hl. Nikolaus, ummauerter Friedhof mit Nebengebäude und Friedhofskreuz GstNr.: .27, 43 Pfarrkirche hl. Nikolaus, Steirisch Laßnitz |
| ja    | Datei hochladen | Schule HERIS-ID: 101312 Objekt-ID: 117634                                                                                | Steir. Laßnitz 26 Standort KG: Laßnitz-Lambrecht                  | | BDA-Hist.: Q37787438 Status: § 2a Stand der BDA-Liste: 2025-06-30 Name: Schule GstNr.: .212 |
| ja    | Datei hochladen | Wohnhaus, ehem. Pfarrhof HERIS-ID: 37458 Objekt-ID: 36620                                                                | Steir. Laßnitz 33 Standort KG: Laßnitz-Lambrecht                  | | BDA-Hist.: Q37975740 Status: Bescheid Stand der BDA-Liste: 2025-06-30 Name: Wohnhaus, ehem. Pfarrhof GstNr.: .26/2 |
| ja    | Datei hochladen | Musikheim HERIS-ID: 101303 Objekt-ID: 117625                                                                             | bei Steir. Laßnitz 33 Standort KG: Laßnitz-Lambrecht              | | BDA-Hist.: Q37787419 Status: § 2a Stand der BDA-Liste: 2025-06-30 Name: Musikheim GstNr.: .26/1 |
| ja    | Datei hochladen | Bauernhofanlage, ehem. Schmiede, sog. „Kulmhammer“ HERIS-ID: 103169 Objekt-ID: 119629                                    | Am Hammer 14 Standort KG: Murau                                   | | BDA-Hist.: Q37794966 Status: § 2a Stand der BDA-Liste: 2025-06-30 Name: Bauernhofanlage, ehem. Schmiede, sog. „Kulmhammer“ GstNr.: .195, .222, .194                                                                         |
| ja    | Datei hochladen | Altes Rathaus, ehem. Wehrturm HERIS-ID: 13394 Objekt-ID: 9573                                                            | Anna-Neumann-Straße 5 Standort KG: Murau                          | Das Gebäude war ursprünglich ein Wehrturm der Stadtbefestigung, später dann Rüstkammer und von 1578–1879 erstmals Rathaus. In diese Zeit fiel ein Umbau von 1740–1742. Von 1879 bis 1920 befand sich das Gebäude in Privatbesitz, wurde dann wieder Rathaus, ein weiterer Umbau erfolgte 1925–1926, ehe das Rathaus 2001 wieder auf den Raffaltplatz verlegt wurde. Der dreigeschoßige Bau mit Zeltdach und einem Laternentürmchen hat an der Südfassade eine gemalte barocke Sonnenuhr, die 1925 erneuert wurde. Die Sonnenuhr zeigt Gottvater und die Weltkugel, daneben Engel, die das Pantherwappen und das Murauer Stadtwappen halten. In die Fassade sind sechs Römersteine eingemauert. Im ersten Obergeschoß gibt es eine gemalte, mit 1642 datierte, Türrahmung mit Darstellung von einer Mutter mit Kind und Justitia, im zweiten Obergeschoß ein mit 1578 datiertes Holzportal, die Tür mit Architekturintarsien. Im Erdgeschoß gibt es ein Steinlavabo mit Inschrift aus dem 16. Jahrhundert. | BDA-Hist.: Q38177179 Status: Bescheid Stand der BDA-Liste: 2025-06-30 Name: Altes Rathaus, ehem. Wehrturm GstNr.: .124 Altes Rathaus Murau                                                                                  |
| ja    | Datei hochladen | Bürgerhaus, Oberes Weißgerberhaus HERIS-ID: 103062 Objekt-ID: 119518                                                     | Anna-Neumann-Straße 15 Standort KG: Murau                         | | BDA-Hist.: Q37793305 Status: Bescheid Stand der BDA-Liste: 2025-06-30 Name: Bürgerhaus, Oberes Weißgerberhaus GstNr.: .58 Oberes Weißgerberhaus Murau                                                                       |
| ja    | Datei hochladen | Bürgerhaus, Liechtensteinerhof, Walchenhaus HERIS-ID: 103065seit 2022                                                    | Anna-Neumann-Straße 26 Standort KG: Murau                         | Der dreigeschoßige Liechtensteinerhof hat einen reizvollen, unregelmäßigen, vierseitigen Arkadenhof und stammt aus der 1. Hälfte des 16. Jahrhunderts mit Erweiterungen im 17. Jahrhundert. | BDA-Hist.: Q112944089 Status: Bescheid Stand der BDA-Liste: 2025-06-30 Name: Bürgerhaus, Liechtensteinerhof, Walchenhaus GstNr.: .62/1, .62/2 Bürgerhaus Anna-Neumann-Straße 26, Murau                                      |
| ja    | Datei hochladen | Bürgerhaus, ehem. Salzamt HERIS-ID: 103067seit 2022                                                                      | Anna-Neumann-Straße 32 Standort KG: Murau                         | Der Bau stammt vom Ende des 15. Jahrhunderts und diente von 1754 bis 1771 als Salzamt. | BDA-Hist.: Q112944107 Status: Bescheid Stand der BDA-Liste: 2025-06-30 Name: Bürgerhaus, ehem. Salzamt GstNr.: .68 Bürgerhaus Anna-Neumann-Straße 32, Murau                                                                 |
| ja    | Datei hochladen | Bürgerhaus, Apotheke HERIS-ID: 37309 Objekt-ID: 36414                                                                    | Anna-Neumann-Straße 34 Standort KG: Murau                         | Der dreigeschoßige Bau stammt aus dem 15. Jahrhundert und wurde im 17. wie 19. Jahrhundert verändert. Im Obergeschoß gibt es ein gotisches Spitzbogenfenster, das Hauszeichen ist mit 1552 datiert. Im Innenhof ein Arkadengang. | BDA-Hist.: Q37974908 Status: Bescheid Stand der BDA-Liste: 2025-06-30 Name: Bürgerhaus, Apotheke GstNr.: .69 Bürgerhaus, Apotheke Murau                                                                                     |
| ja    | Datei hochladen | Ehem. Bürgerspital, sog. Elisabethspital HERIS-ID: 51671seit 2021                                                        | Anna-Neumann-Straße 43 Standort KG: Murau                         | Das ehemalige Spital ist zweigeschoßig und hat ein Rustikaportal und gekoppelte Rundbogenfenster, es stammt aus der 2. Hälfte des 16. Jahrhunderts. | BDA-Hist.: Q107689760 Status: Bescheid Stand der BDA-Liste: 2025-06-30 Name: Ehem. Bürgerspital, sog. Elisabethspital GstNr.: .104/1                                                                                        |
| ja    | Datei hochladen | Bahnhofbrücke HERIS-ID: 103139 Objekt-ID: 119598                                                                         | bei Bahnhofstraße 2 Standort KG: Murau                            | | BDA-Hist.: Q37794697 Status: § 2a Stand der BDA-Liste: 2025-06-30 Name: Bahnhofbrücke GstNr.: 579/5, 570/3, 566/1 Bahnhofsbrücke Murau                                                                                      |
| ja    | Datei hochladen | Ehem. Postamt Murau HERIS-ID: 13642 Objekt-ID: 9849                                                                      | Bahnhofstraße 4 Standort KG: Murau                                | Das Postamt wurde 1931 bis 1932 errichtet. | BDA-Hist.: Q38182856 Status: Bescheid Stand der BDA-Liste: 2025-06-30 Name: Ehem. Postamt Murau GstNr.: .323 Alte Post Murau                                                                                                |
| ja    | Datei hochladen | Bahnhof Murau-Stolzalpe HERIS-ID: 103140 Objekt-ID: 119599                                                               | neben Bahnhofviertel 4a Standort KG: Murau                        | Das Aufnahmsgebäude der Murtalbahn wurde 1894 errichtet, sein stark gegliederter Baukörper trägt die charakteristischen Dekorationselemente der Bahnbauten dieser Zeit. Typisch sind die Zierate der Holzgiebel und die Gusseisensäulen in der Wartehalle. Das Aufnahmsgebäude ist noch original erhalten. | BDA-Hist.: Q37794722 Status: § 2a Stand der BDA-Liste: 2025-06-30 Name: Bahnhof Murau-Stolzalpe GstNr.: .268 Aufnahmsgebäude Bahnhof Murau-Stolzalpe                                                                        |
| ja    | Datei hochladen | Gebäude der Betriebsleitung der Murtalbahn HERIS-ID: 103141 Objekt-ID: 119600                                            | Bahnhofviertel 5 Standort KG: Murau                               | | BDA-Hist.: Q37794782 Status: § 2a Stand der BDA-Liste: 2025-06-30 Name: Gebäude der Betriebsleitung der Murtalbahn GstNr.: .276 Betriebsleitung der Murtalbahn Murau                                                        |
| ja    | Datei hochladen | Personalwohnhaus des Bahnhofs Murau HERIS-ID: 103142 Objekt-ID: 119601                                                   | Bahnhofviertel 6 Standort KG: Murau                               | | BDA-Hist.: Q37794801 Status: Bescheid Stand der BDA-Liste: 2025-06-30 Name: Personalwohnhaus des Bahnhofs Murau GstNr.: .275                                                                                                |
| ja    | Datei hochladen | Kath. Filialkirche hl. Anna (Friedhofskirche) mit ummauertem Friedhof HERIS-ID: 51684 Objekt-ID: 57405                   | Friedhofgasse 5 Standort KG: Murau                                | | BDA-Hist.: Q38046816 Status: § 2a Stand der BDA-Liste: 2025-06-30 Name: Kath. Filialkirche hl. Anna (Friedhofskirche) mit ummauertem Friedhof GstNr.: .179/1, 446, 444/3, 451/4 Friedhofskirche Murau                       |
| ja    | Datei hochladen | Stadtmauer, Abschnitt südlich der Mur (Leonhardiberg) HERIS-ID: 104074 Objekt-ID: 120712                                 | Friesacher Straße Standort KG: Murau                              | | BDA-Hist.: Q37798878 Status: § 2a Stand der BDA-Liste: 2025-06-30 Name: Stadtmauer, Abschnitt südlich der Mur (Leonhardiberg) GstNr.: 369                                                                                   |
| ja    | Datei hochladen | Friesacher Tor HERIS-ID: 103137 Objekt-ID: 119596                                                                        | Friesacher Straße 7 Standort KG: Murau                            | Das Friesachertor und das Gissübltor sind von den ehemals neun Stadttoren der Stadtmauer bis heute erhalten geblieben. Das Friesachertor entstand im 14./15. Jahrhundert. Es hat einen annähernd quadratischen Grundriss, darüber ein Turm mit Tordurchfahrt, an seiner Westseite ein hölzerner Stiegenaufgang mit Wehrgang, an der Ostseite zwei Schießscharten. | BDA-Hist.: Q37794525 Status: § 2a Stand der BDA-Liste: 2025-06-30 Name: Friesacher Tor GstNr.: .128 Friesacher Tor (Murau)                                                                                                  |
| ja    | Datei hochladen | Gartenbaudenkmale im Stadtpark HERIS-ID: 103138 Objekt-ID: 119597                                                        | gegenüber Friesacher Straße 7 Standort KG: Murau                  | Der Skulpturenpark und der Musikpavillon entstanden 1995 anlässlich eines Symposiums zur steirischen Landesausstellung „Holzzeit“. Die Holz-Konstruktion des Musikpavillons wurde von Günther Domenig geplant, er wurde ursprünglich auf Pfählen bei der Mündung des Rantenbaches teilweise über der Mur erbaut, musste aber später wegen der Strömung versetzt werden. Gottfried Bechtolds „Bodenskulptur“ und Vaclav Fialas „Kreis für Murau“ sind bereits verfallen. Rudi Hirts „Geduld“ zeigt Zapfen, die ihres Schicksals harren; Kurt Matts „Blauer Portugieser“ symbolisiert Baum und Brett in einem. | BDA-Hist.: Q37794624 Status: § 2a Stand der BDA-Liste: 2025-06-30 Name: Gartenbaudenkmale im Stadtpark GstNr.: 369, 372, 373/1 Gartenbaudenkmale im Stadtpark Murau                                                         |
| ja    | Datei hochladen | Stadtmauer mit Gießübeltor HERIS-ID: 104070 Objekt-ID: 120708                                                            | Giesüblweg 1 Standort KG: Murau                                   | Das Friesachertor und das Gissübltor sind von den ehemals neun Stadttoren der Stadtmauer bis heute erhalten geblieben. Das Gissübltor wurde im 13./14. Jahrhundert errichtet und noch im Mittelalter zugemauert. Erst 1939 wurde es wieder freigelegt. Es hat eine rundbogige, innen segmentbogige Toröffnung, darüber befinden sich noch gut erhaltene Reste des alten Wehrganges. Östlich anschließend befindet sich in der Mauerflucht noch ein kleiner Wehrturm, mit Schießscharte gegen Norden. | BDA-Hist.: Q37798872 Status: § 2a Stand der BDA-Liste: 2025-06-30 Name: Stadtmauer mit Gießübeltor GstNr.: 610 Gießübeltor (Murau)                                                                                          |
| ja    | Datei hochladen | Wohn- und Geschäftshaus, ehem. Gasthof HERIS-ID: 37310 Objekt-ID: 36415                                                  | Grazer Straße 3 Standort KG: Murau                                | Das Gebäude, der ehemalige Gasthof Schrotthofer, steht an der Stadtmauer im Anschluss an das ehemalige Grazer Tor. Die Fassade stammt aus dem 19. Jahrhundert. | BDA-Hist.: Q37974920 Status: Bescheid Stand der BDA-Liste: 2025-06-30 Name: Wohn- und Geschäftshaus, ehem. Gasthof GstNr.: .17                                                                                              |
| ja    | Datei hochladen | Figurenbildstock hl. Johannes Nepomuk HERIS-ID: 103147 Objekt-ID: 119607                                                 | bei Grazer Straße 6 Standort KG: Murau                            | Die Steinstatue an der Rantenbachbrücke ist mit 1705 datiert. | BDA-Hist.: Q37794821 Status: § 2a Stand der BDA-Liste: 2025-06-30 Name: Figurenbildstock hl. Johannes Nepomuk GstNr.: 574/3 Statue of John of Nepomuk, Murau                                                                |
| ja    | Datei hochladen | Ummauerung des Klostergartens und Nebengebäude HERIS-ID: 103342 Objekt-ID: 119820                                        | Grazer Straße 19 Standort KG: Murau                               | | BDA-Hist.: Q37796720 Status: § 2a Stand der BDA-Liste: 2025-06-30 Name: Ummauerung des Klostergartens und Nebengebäude GstNr.: 411/1, .252 Ummauerung des ehem. Kapuziner-Klostergartens                                    |
| ja    | Datei hochladen | Kath. Filialkirche Hl. Dreifaltigkeit, ehem. Kapuzinerkirche, mit ummauertem Kirchhof HERIS-ID: 51685 Objekt-ID: 57406   | Grazer Straße 19 Standort KG: Murau                               | | BDA-Hist.: Q38046827 Status: § 2a Stand der BDA-Liste: 2025-06-30 Name: Kath. Filialkirche Hl. Dreifaltigkeit, ehem. Kapuzinerkirche, mit ummauertem Kirchhof GstNr.: .174/1, 411/2 Murau - Kapuzinerkirche                 |
| ja    | Datei hochladen | Heimatmuseum, ehem. Kapuzinerkloster HERIS-ID: 37312 Objekt-ID: 36417                                                    | Grazer Straße 19 Standort KG: Murau                               | Das Klostergebäude liegt nordöstlich der Kapuzinerkirche. Der zweigeschoßige Vierflügelbau umschließt einen Kreuzganghof mit einer Holzstatue des hl. Johann Nepomuk vom Anfang des 18. Jahrhunderts. Seit 1976 ist im ehemaligen Klostergebäude das Heimatmuseum der Stadt Murau untergebracht. Es beherbergt reiche volkskundliche sowie kunst- und kulturgeschichtliche Bestände. | BDA-Hist.: Q37974939 Status: § 2a Stand der BDA-Liste: 2025-06-30 Name: Heimatmuseum, ehem. Kapuzinerkloster GstNr.: .174/2 Kapuzinerkloster Murau                                                                          |
| ja    | Datei hochladen | Burg Grünfels HERIS-ID: 46117 Objekt-ID: 47787                                                                           | Grünfels 1 Standort KG: Murau                                     | Die Burg Grünfels liegt am Westteil des Leonhardiberges. 1366 als purg erwähnt und seit damals in die Stadtbefestigung einbezogen. Aus dieser Zeit sind ein zweigeschoßiger Wehrturm und die Ringmauern erhalten. Im 17. Jahrhundert diente die Burg als Pflegerhaus. | BDA-Hist.: Q4998498 Status: Bescheid Stand der BDA-Liste: 2025-06-30 Name: Burg Grünfels GstNr.: .165/1 |
| ja    | Datei hochladen | Heilig-Grab-Kapelle HERIS-ID: 103119 Objekt-ID: 119577                                                                   | bei Grünfels 1a Standort KG: Murau                                | Die Heilig-Grab-Kapelle wurde 1680 erbaut und liegt westlich oberhalb von St. Leonhard. Auf dem Weg von der Stadt zur Kapelle stehen gemauerte barocke Kreuzwegstationen vom Ende des 17. Jahrhunderts. Die Passionsbilder hat Robert Gattinger 1959 gemalt. | BDA-Hist.: Q37793474 Status: § 2a Stand der BDA-Liste: 2025-06-30 Name: Heilig-Grab-Kapelle GstNr.: .166/3 |
| ja    | Datei hochladen | Kath. Filialkirche hl. Leonhard HERIS-ID: 51686 Objekt-ID: 57407                                                         | Grünfels 1a Standort KG: Murau                                    | | BDA-Hist.: Q38046837 Status: § 2a Stand der BDA-Liste: 2025-06-30 Name: Kath. Filialkirche hl. Leonhard GstNr.: .166/1, .166/2 Murau - Saint Leonhard                                                                       |
| ja    | Datei hochladen | Bürgerhaus HERIS-ID: 37311 Objekt-ID: 36416                                                                              | Gustav-Baltzer-Straße 5 Standort KG: Murau                        | Die Vedutenmalerei im Obergeschoß ist mit F. J. 1809 bezeichnet. | BDA-Hist.: Q37974929 Status: Bescheid Stand der BDA-Liste: 2025-06-30 Name: Bürgerhaus GstNr.: .90 |
| ja    | Datei hochladen | Evang. Pfarrkirche A.B., ehem. Spitalskirche hl. Elisabeth HERIS-ID: 103052 Objekt-ID: 119508                            | Marktgasse Standort KG: Murau                                     | Die ehemalige Spitalskirche hl. Elisabeth wurde urkundlich 1329 erwähnt, 1789 profaniert und 1979/80 zur evangelischen Kirche und zum evangelischen Diözesanmuseum adaptiert. Der frühbarocke Saalraum stammt aus der Zeit von 1628 bis 1644. Unter dem Schiff befindet sich eine Unterkirche. | BDA-Hist.: Q18020074 Status: § 2a Stand der BDA-Liste: 2025-06-30 Name: Evang. Pfarrkirche A.B., ehem. Spitalskirche hl. Elisabeth GstNr.: .104/2 Evangelische Elisabethkirche (Murau)                                      |
| ja    | Datei hochladen | Evangelischer Pfarrhof HERIS-ID: 103053 Objekt-ID: 119509                                                                | Marktgasse 1 Standort KG: Murau                                   | | BDA-Hist.: Q37793247 Status: § 2a Stand der BDA-Liste: 2025-06-30 Name: Evangelischer Pfarrhof GstNr.: .107, .106, .108 Evangelischer Pfarrhof, Murau                                                                       |
| ja    | Datei hochladen | Musikschule, ehem. Gerichtsgebäude HERIS-ID: 45323 Objekt-ID: 46615                                                      | Raffaltplatz 2 Standort KG: Murau                                 | Das dreigeschoßige Gerichtsgebäude stammt aus dem 15. und 16. Jahrhundert. Im Hof gibt es an zwei Seiten Arkaden. Im 19. Jahrhundert erfolgte ein Umbau. Heute ist in dem Gebäude die Musikschule Murau untergebracht. | BDA-Hist.: Q38015118 Status: Bescheid Stand der BDA-Liste: 2025-06-30 Name: Musikschule, ehem. Gerichtsgebäude GstNr.: .70 Music school, former courthouse, Murau                                                           |
| ja    | Datei hochladen | Rathaus HERIS-ID: 103046 Objekt-ID: 119502                                                                               | Raffaltplatz 10 Standort KG: Murau                                | Der dreigeschoßige Bau stammt aus dem 15. und 16. Jahrhundert, ein Umbau erfolgte 1938. Das Obergeschoß springt teilweise erkerartig vor und hat dort spätgotische Fenstergewände. Das Gebäude war bereits bis 1578 als Rathaus in Verwendung, nach einem Brand musste die Gemeinde das Haus verkaufen und verlegte das Rathaus in das nunmehrige Alte Rathaus in der Anna-Neumann-Straße 5. Von 1775 bis 1993 war durchgängig eine Bäckerei in dem Gebäude. Seit 2010 dient dieses Gebäude wieder als Rathaus. | BDA-Hist.: Q37793182 Status: § 2a Stand der BDA-Liste: 2025-06-30 Name: Rathaus GstNr.: .79, 33 Rathaus Murau |
| ja    | Datei hochladen | Kreuzkapelle HERIS-ID: 103113 Objekt-ID: 119571                                                                          | bei Sankt-Leonhard-Platz 2 Standort KG: Murau                     | Die Kreuzkapelle ist ein neugotischer Bau aus der 2. Hälfte des 19. Jahrhunderts. Das Kruzifix stammt aus dem 2. Viertel des 18. Jahrhunderts. | BDA-Hist.: Q37793431 Status: § 2a Stand der BDA-Liste: 2025-06-30 Name: Kreuzkapelle GstNr.: 573/1 |
| ja    | Datei hochladen | Wohnhaus, ehem. Altersheim HERIS-ID: 51677 Objekt-ID: 57398                                                              | Sankt-Leonhard-Platz 6 Standort KG: Murau                         | Das Gebäude wurde im 19. Jahrhundert umgebaut. Über einem Hofportal ist ein reliefierter gotischer Tympanonstein aus dem 15. Jahrhundert eingemauert. | BDA-Hist.: Q38046772 Status: § 2a Stand der BDA-Liste: 2025-06-30 Name: Wohnhaus, ehem. Altersheim GstNr.: .152 |
| ja    | Datei hochladen | Kriegerdenkmal HERIS-ID: 103114 Objekt-ID: 119572                                                                        | bei Sankt-Leonhard-Platz 6 Standort KG: Murau                     | | BDA-Hist.: Q37793455 Status: § 2a Stand der BDA-Liste: 2025-06-30 Name: Kriegerdenkmal GstNr.: 573/1 |
| ja    | Datei hochladen | Mariensäule HERIS-ID: 103097 Objekt-ID: 119553                                                                           | gegenüber Schillerplatz 7 Standort KG: Murau                      | Die Mariensäule wurde 1717 nach einem Pestgelöbnis im Jahre 1715 aufgestellt. Die Marienstatue stammt von Marx Schokotnigg, die Statuen der hl. Rosalia und der sechs Pestheiligen Sebastian, Rochus, Joseph, Franz Xaver, Karl Borromäus und Antonius von Balthasar Prandtstätter. Die Statuen der Pestheiligen waren zwischendurch im Heimatmuseum, sind aber wieder an ihren Originalplatz zurückgekehrt. Um die Säule verläuft ein reizvolles Schmiedeeisengitter aus dem Jahr 1736. | BDA-Hist.: Q37793392 Status: § 2a Stand der BDA-Liste: 2025-06-30 Name: Mariensäule GstNr.: 574/3 Mariensäule Murau |
| ja    | Datei hochladen | Bildstock, Armesündersäule (Pestsäule) HERIS-ID: 103165 Objekt-ID: 119625                                                | Schloßberg Standort KG: Murau                                     | Die gotische Säule stammt aus der 1. Hälfte des 15. Jahrhunderts. Sie ist aus Tuffstein, hat einen achtseitigen Fuß und einen vierseitigen Aufsatz mit Spitznischen, Fialen und einer Kreuzblume. | BDA-Hist.: Q37794938 Status: § 2a Stand der BDA-Liste: 2025-06-30 Name: Bildstock, Armesündersäule (Pestsäule) GstNr.: 471/3 Armesündersäule Murau                                                                          |
| ja    | Datei hochladen | Schloss Obermurau HERIS-ID: 37313 Objekt-ID: 36418                                                                       | Schloßberg 1 Standort KG: Murau                                   | Schloss Obermurau ist ein in den Jahren 1628 bis 1643 errichtetes Renaissanceschloss. | BDA-Hist.: Q2242787 Status: Bescheid Stand der BDA-Liste: 2025-06-30 Name: Schloss Obermurau GstNr.: .3 Schloss Obermurau                                                                                                   |
| ja    | Datei hochladen | Pfarrhof, sog. „Dechanthof“ HERIS-ID: 51681 Objekt-ID: 57402                                                             | bei Schloßberg 8 Standort KG: Murau                               | Der Pfarrhof ist ein zwei- bis dreigeschoßiger Dreiflügelbau aus der 2. Hälfte des 17. Jahrhunderts. Der Bau wurde 1958 verändert. Ein Kruzifix aus der Zeit 1770–1780 wird Johann Reiter zugeschrieben. | BDA-Hist.: Q38046797 Status: § 2a Stand der BDA-Liste: 2025-06-30 Name: Pfarrhof, sog. „Dechanthof“ GstNr.: .2/1 Dechanthof Murau                                                                                           |
| ja    | Datei hochladen | Stadtpfarrkirche hl. Matthäus HERIS-ID: 51682 Objekt-ID: 57403                                                           | Schloßberg 8 Standort KG: Murau                                   | Die Kirche wurde 1284 von Freiherr Otto I. von Liechtenstein gestiftet und von dessen Sohn Otto II weitergeführt und 1296 vom Bischof von Lavant geweiht. 1333 wurde die Kirche zur Pfarrkirche erhoben. Die bedeutende frühgotische Pfeilerbasilika mit einem Vierungsturm und Querarmen wurde einheitlich aus gelbem Tuffstein in langsamer Progression von Westen nach Osten erbaut. | BDA-Hist.: Q1564226 Status: § 2a Stand der BDA-Liste: 2025-06-30 Name: Stadtpfarrkirche hl. Matthäus GstNr.: .1 Stadtpfarrkirche Murau                                                                                      |
| ja    | Datei hochladen | Ummauerter Kirchhof mit zwei Stiegenaufgängen HERIS-ID: 103033 Objekt-ID: 119489                                         | bei Schloßberg 8 Standort KG: Murau                               | | BDA-Hist.: Q37792976 Status: § 2a Stand der BDA-Liste: 2025-06-30 Name: Ummauerter Kirchhof mit zwei Stiegenaufgängen GstNr.: 55, .255, 574/7 Kirchhof und Stiegenaufgänge Murau                                            |
| ja    | Datei hochladen | Lichtsäule HERIS-ID: 103034 Objekt-ID: 119490                                                                            | bei Schloßberg 8 Standort KG: Murau                               | Bei der gotischen, achteckigen Lichtsäule handelt es sich um eine bemerkenswerte Steinmetzarbeit aus der Mitte des 15. Jahrhunderts. Die Säule hat ein reiches Gehäuse, sich überschneidende krabbenbesetzte Kielbogen mit Kreuzblumen, die spitze steinerne Bedachung trägt ebenfalls eine Kreuzblume. | BDA-Hist.: Q37793005 Status: § 2a Stand der BDA-Liste: 2025-06-30 Name: Lichtsäule GstNr.: 55 Lichtsäule Murau |
| ja    | Datei hochladen | Ehem. Mesnerhaus HERIS-ID: 103035 Objekt-ID: 119491                                                                      | Schloßberg 9 Standort KG: Murau                                   | | BDA-Hist.: Q37793023 Status: Bescheid Stand der BDA-Liste: 2025-06-30 Name: Ehem. Mesnerhaus GstNr.: .59 |
| ja    | Datei hochladen | Sog. Wurmbvilla, ehem. Lindenhof HERIS-ID: 37314 Objekt-ID: 36419                                                        | Wurmbgasse 14 Standort KG: Murau                                  | Der Lindenhof stammt aus dem 17. Jahrhundert, er wurde 1852 umgebaut. Den Beinamen Wurmbvilla trägt der Lindenhof nach Carl Wurmb, dem Erbauer der Murtalbahn. | BDA-Hist.: Q37974953 Status: Bescheid Stand der BDA-Liste: 2025-06-30 Name: Sog. Wurmbvilla, ehem. Lindenhof GstNr.: .204/1                                                                                                 |
| ja    | Datei hochladen | Kapelle beim Jocklbauer HERIS-ID: 46118 Objekt-ID: 47788                                                                 | Stolzalpe 4 Standort KG: Stolzalpe                                | | BDA-Hist.: Q38019372 Status: Bescheid Stand der BDA-Liste: 2025-06-30 Name: Kapelle beim Jocklbauer GstNr.: .101 Kapelle Jocklbauer, Stolzalpe                                                                              |
| ja    | Datei hochladen | Spital Haus 1 HERIS-ID: 101340 Objekt-ID: 117665                                                                         | Stolzalpe 33 Standort KG: Stolzalpe                               | Das Gebäude ist ein Erweiterungsbau des Sanatoriums aus den Jahren 1950–1952. Ein markantes Element sind die umlaufenden Terrassen mit runden Ausbuchtungen. | BDA-Hist.: Q37787535 Status: § 2a Stand der BDA-Liste: 2025-06-30 Name: Spital Haus 1 GstNr.: .190 Spital Haus 1, Stolzalpe                                                                                                 |
| ja    | Datei hochladen | Krankenpflegeschule HERIS-ID: 101343 Objekt-ID: 117668                                                                   | Stolzalpe 36 Standort KG: Stolzalpe                               | Das holzverkleidete Gebäude mit Bruchsteinen und südseitiger Liegeterrasse ist der älteste Teil des Sanatoriums und wurde 1922–1924 errichtet. | BDA-Hist.: Q37787563 Status: § 2a Stand der BDA-Liste: 2025-06-30 Name: Krankenpflegeschule GstNr.: .195 Krankenpflegeschule, Stolzalpe                                                                                     |
| ja    | Datei hochladen | Spital Haus 2 HERIS-ID: 101500 Objekt-ID: 117834                                                                         | Stolzalpe 38 (Landeskrankenhaus Stolzalpe) Standort KG: Stolzalpe | Das Hauptgebäude mit langgezogener Front wurde 1926–1930 nach Plänen von Adolf Popp als „Neues Kinderheim“ erbaut. Typologisch folgt es dem etwa zwanzig Jahre älteren Sanatorium in Hörgas. | BDA-Hist.: Q37788165 Status: § 2a Stand der BDA-Liste: 2025-06-30 Name: Spital Haus 2 GstNr.: 262/1 Spital Haus 2, Stolzalpe                                                                                                |
| ja    | Datei hochladen | Sog. „Ärztevilla“ HERIS-ID: 101501 Objekt-ID: 117835                                                                     | Stolzalpe 39 Standort KG: Stolzalpe                               | | BDA-Hist.: Q37788166 Status: § 2a Stand der BDA-Liste: 2025-06-30 Name: Sog. „Ärztevilla“ GstNr.: .198 |
| ja    | Datei hochladen | Gesundheitswerkstätte, ehem. Bauernhaus vulgo Hillberger HERIS-ID: 101344 Objekt-ID: 117669                              | Stolzalpe 56 Standort KG: Stolzalpe                               | | BDA-Hist.: Q37787572 Status: § 2a Stand der BDA-Liste: 2025-06-30 Name: Gesundheitswerkstätte, ehem. Bauernhaus vulgo Hillberger GstNr.: .75 Farmhouse Hillberger, Stolzalpe                                                |
| ja    | Datei hochladen | Messkapelle zum Hl. Erlöser HERIS-ID: 101339 Objekt-ID: 117664                                                           | bei Stolzalpe 70 Standort KG: Stolzalpe                           | Die Erlöserkirche auf der Stolzalpe wurde 1926 nach den Entwürfen von Martin Prangl aus Graz, erbaut. Die Kirche hat einen charakteristischen Turm. Das Fresko an der Altarwand wurde 1930 von Franz Köck gemalt. Es zeigt die thronende Gestalt Christi, die Wundmale weisend, umgeben von Kranken. | BDA-Hist.: Q37787523 Status: § 2a Stand der BDA-Liste: 2025-06-30 Name: Messkapelle zum Hl. Erlöser GstNr.: .196 Messkapelle zum Hl. Erlöser, Stolzalpe                                                                     |
| ja    | Datei hochladen | Pestsäule HERIS-ID: 100879 Objekt-ID: 117158                                                                             | bei Triebendorf 3 Standort KG: Triebendorf                        | | BDA-Hist.: Q37785945 Status: § 2a Stand der BDA-Liste: 2025-06-30 Name: Pestsäule GstNr.: 467/1 |

## Ehemalige Denkmäler
| Foto |                 | Denkmal                                                   | Standort                                | Beschreibung | Metadaten |
| ---- | --------------- | --------------------------------------------------------- | --------------------------------------- | ------------ | --- |
| ja   | Datei hochladen | Römerstein am ehem. Gemeindeamt Objekt-ID: 117146bis 2019 | Triebendorf 11 Standort KG: Triebendorf |              | BDA-Hist.: Q37785926 Status: § 2a Stand der BDA-Liste: 2019-01-23 Name: Römerstein am Gemeindeamt GstNr.: .33 |